# Torsten Renz

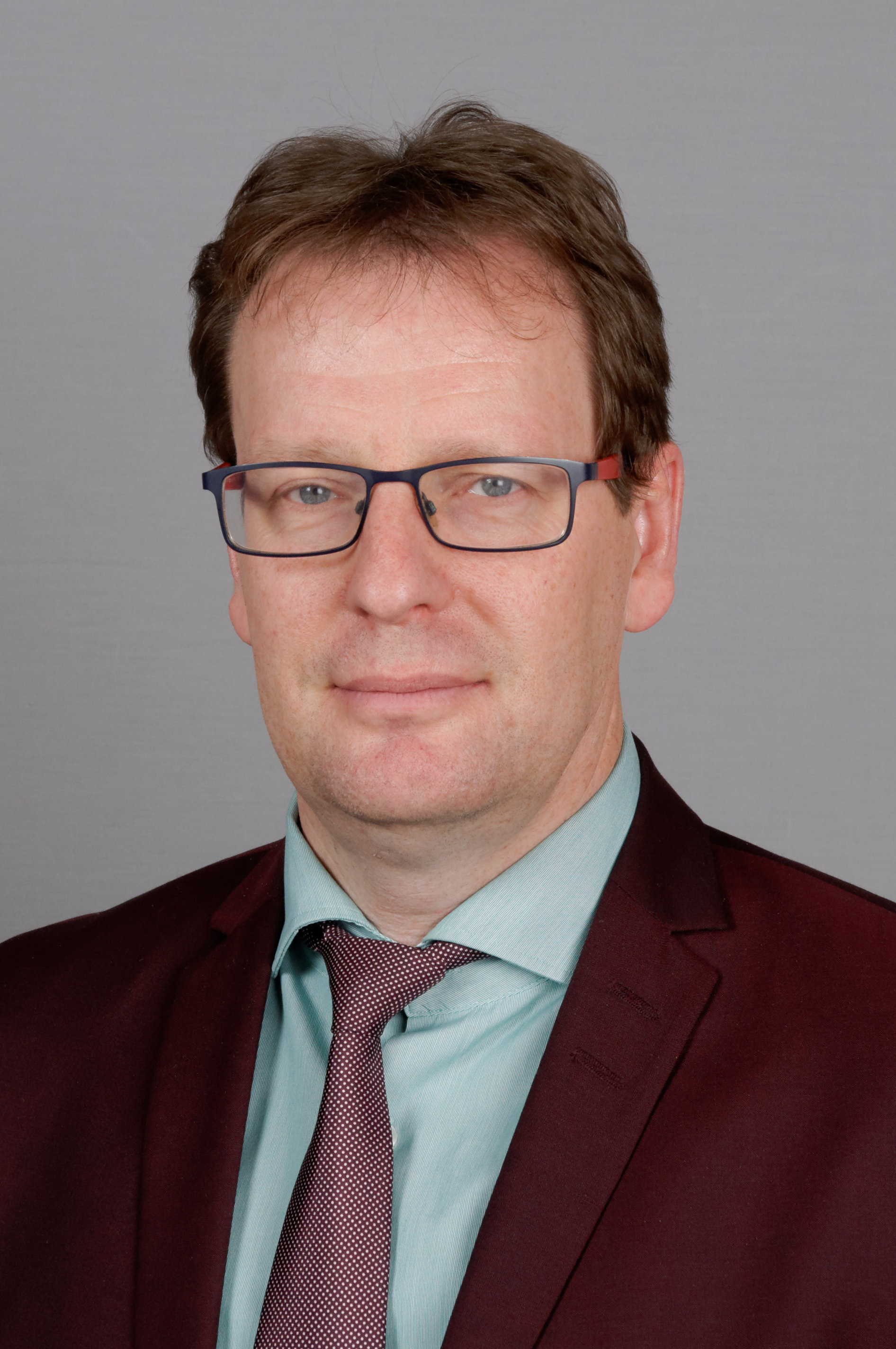
Torsten Renz (2017)

Torsten Renz (* 13. August 1964 in Güstrow) ist ein deutscher Politiker (CDU). Von 2020 bis 2021 war er Innenminister des Landes Mecklenburg-Vorpommern. Seit 2009 ist er wieder Abgeordneter des Landtags von Mecklenburg-Vorpommern, dem er bereits von 2002 bis 2006 angehörte.

## Biografie

### Ausbildung und Beruf
Renz besuchte die Polytechnische Oberschule und danach eine Ausbildung zum Maschinen- und Anlagenmonteur mit Abitur. Nach dem Grundwehrdienst in der NVA absolvierte er 1986 bis 1991 an der TU Magdeburg ein Studium, das er 1991 als Diplom-Ingenieur-Pädagoge abschloss. Anschließend war er bis 2002 als Berufsschullehrer für Metalltechnik im Fachbereich Heizung und Sanitär in Güstrow tätig.

### Politik
Renz ist Mitglied der CDU. Er gehört der Stadtvertretung in Güstrow an, seit 1999 als Fraktionsvorsitzender. Seit 1999 ist er auch Mitglied des Güstrower Kreistages (seit 2011: Landkreis Rostock).
Von 2002 bis 2006 war Renz erstmals Mitglied des Landtages von Mecklenburg-Vorpommern. Eine Wiederwahl 2006 gelang zunächst nicht, da für die CDU nur zwei Abgeordnete über die Landesliste gewählt wurden. Zwischen 2007 und 2009 war Renz Referent im Wirtschaftsministerium von Mecklenburg-Vorpommern.
Vom 17. Juli 2009 an war er wieder Mitglied des Landtages, in den er anstelle des durch dessen Wahl ins Europäische Parlament ausgeschiedenen Abgeordneten Werner Kuhn nachrückte. Renz war innenpolitischer Sprecher der CDU-Landtagsfraktion. Bei der Landtagswahl in Mecklenburg-Vorpommern 2011 wurde er über die Landesliste wiedergewählt. Im Oktober 2011 wurde er zum stellvertretenden Vorsitzenden der Landtagsfraktion gewählt. Er war zudem stellvertretender Vorsitzender des Ausschusses für Bildung, Wissenschaft und Kultur sowie Arbeitsmarktpolitischer Sprecher seiner Fraktion.

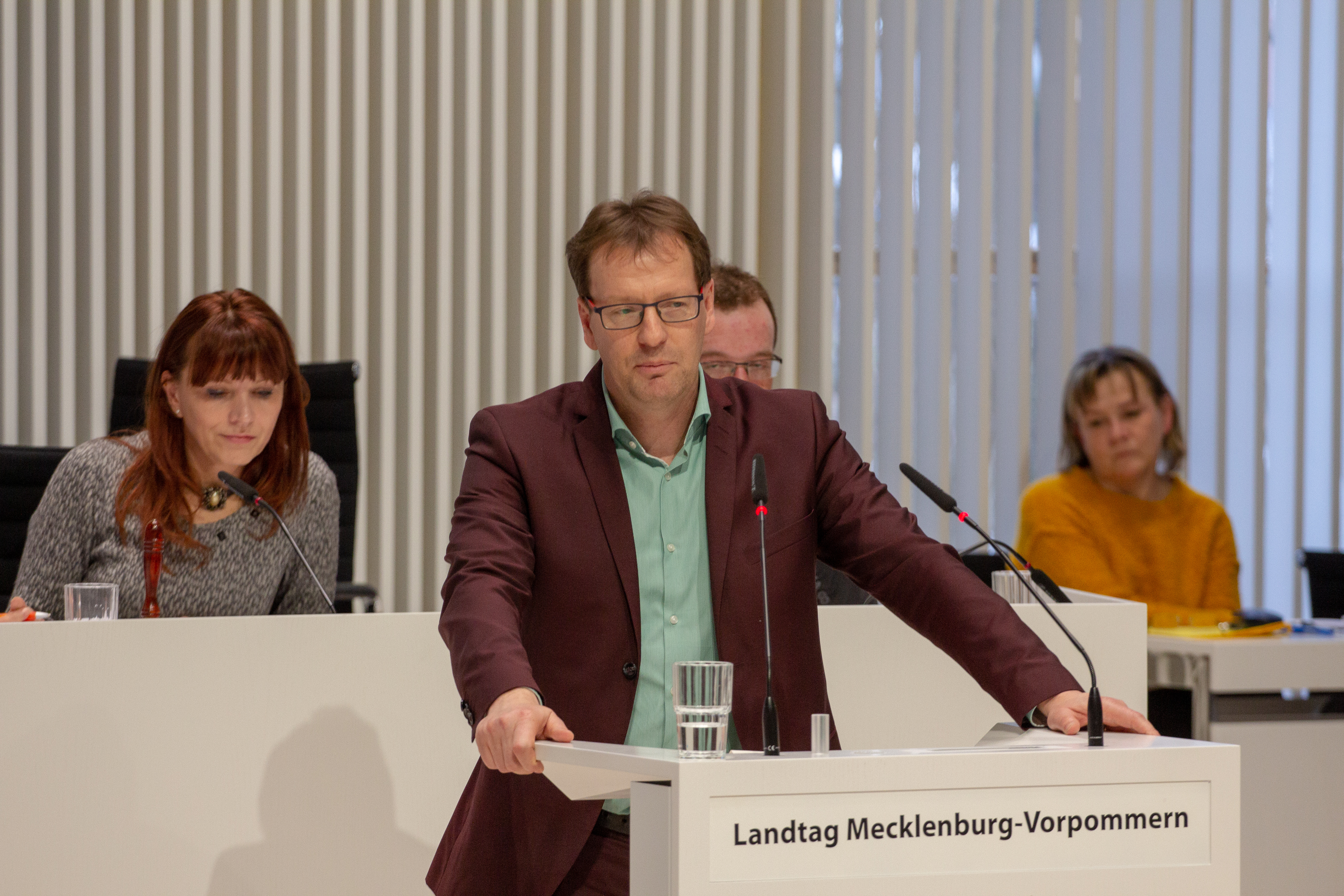
Torsten Renz im Landtag Mecklenburg-Vorpommern (2019)

Bei der Landtagswahl 2016 zog er über die Landesliste der CDU erneut in den Schweriner Landtag ein. Im September 2016 wurde er zum Parlamentarischen Geschäftsführer der CDU-Fraktion gewählt. Seit Ende Februar 2020 war er Fraktionsvorsitzender der CDU-Fraktion im Schweriner Landtag. Im Zuge seiner Ernennung zum Landesinnenminister legte er dieses Amt nieder.
Nach dem Rücktritt von Lorenz Caffier als Landesinnenminister wurde Renz am 27. November 2020  zu seinem Nachfolger ernannt. Bei einem Dienstgang in Rostock machte er private Einkäufe und verstieß damit gegen die Corona-Landesverordnung, die er selbst miterarbeitet hatte.
Zur Landtagswahl 2021 trat er erneut im Landtagswahlkreis Landkreis Rostock III an, dabei erreichte er mit 5.423 Erststimmen nur das drittbeste Ergebnis. Auf Platz 2 der Landesliste zog er erneut in den Landtag ein. Nach der Wahl und der Bildung des Kabinetts Schwesig II ohne Beteiligung der CDU schied er aus dem Ministeramt aus.